# کنراد داننبرگ
 کنراد داننبرگ (آلمانی: Konrad Dannenberg؛ زاده ۵ اوت ۱۹۱۲ درگذشته ۱۶ فوریهٔ ۲۰۰۹) یک فیزیک‌دان اهل آلمان بود.

## نگارخانه

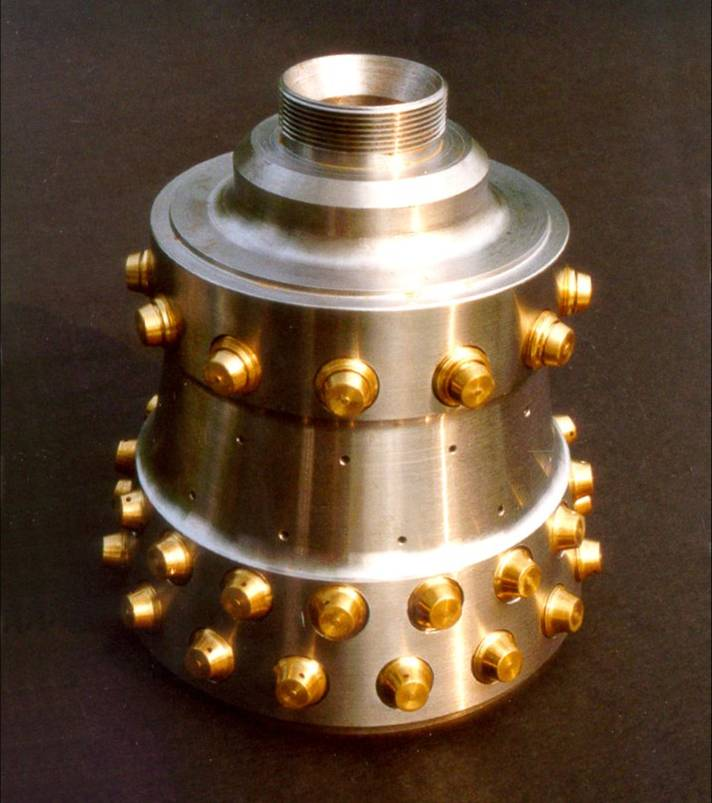
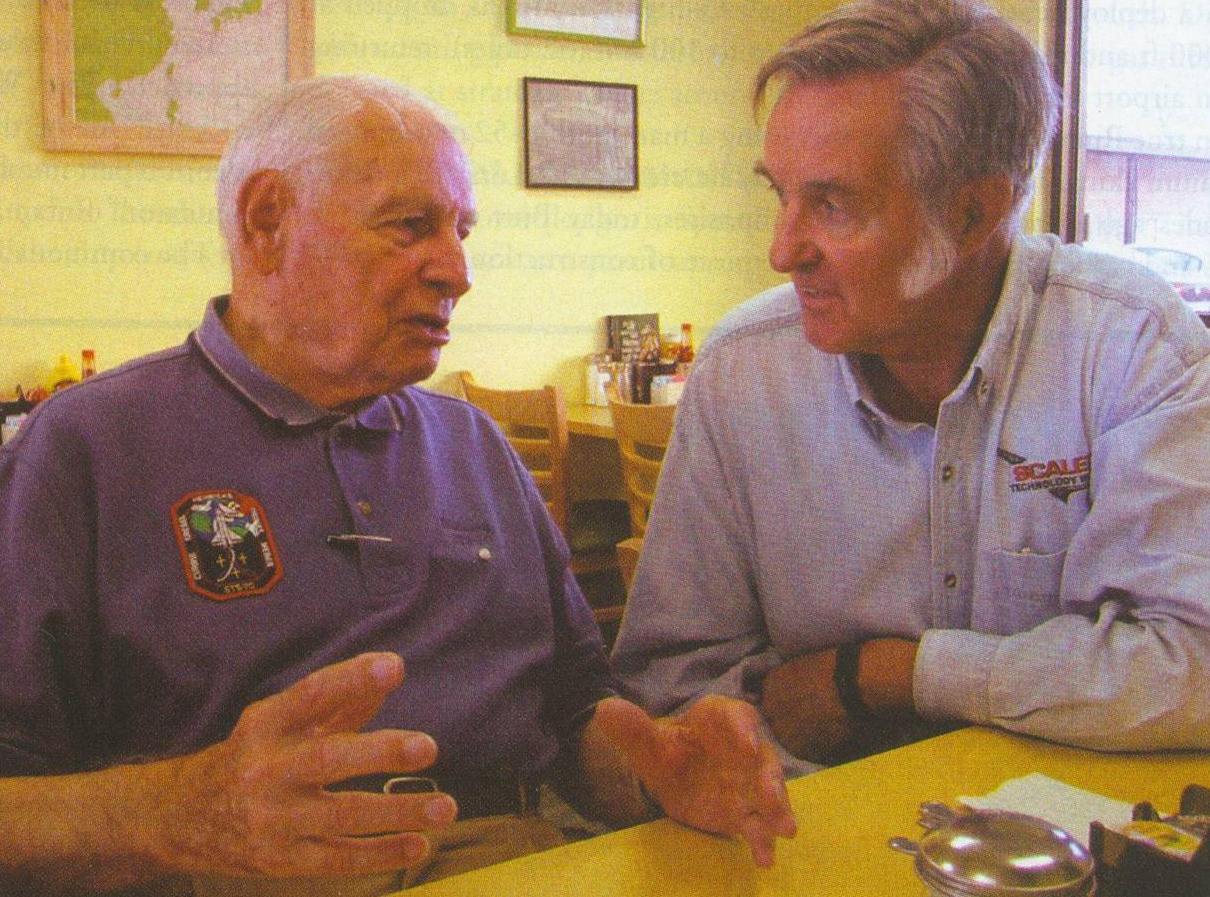